# Pelplin
Pelplin (ted. Pelplin) è un comune urbano-rurale polacco del distretto di Tczew, nel voivodato della Pomerania.
Ricopre una superficie di 140,45 km² e nel 2004 contava 16.600 abitanti.
Si estende su una superficie di 4,45 km² e nel 2007 contava 9.993 abitanti. Storicamente fu legata all'importante abbazia cistercense, fondata nel XIII secolo, che nel 1824 divenne la sede effettiva della diocesi di Kulm (Chelmno in polacco) che allora comprendeva tutta la Prussia occidentale (compresa Danzica fino al 1925), prima di diventare nel 1992 sede di una propria diocesi, la diocesi di Pelplin appunto.

## Amministrazione

### Gemellaggi
- Colletorto, dal 28 ottobre 2013
- Grafling, dal 17 novembre 2000
- Teisnach, dal 24 marzo 1995
- Newcastle West, dal 5 giugno 2007
- Molodizhne, dal 18 novembre 2008